# Modřecký vrch
Modřecký vrch (657 m n. m.) je vrch v okrese Svitavy v Pardubickém kraji. Leží asi 2 km jižně od vsi Modřec, na katastrálním území obce Jedlová. Je to nejvyšší vrchol Loučenské tabule.

## Geomorfologické zařazení
Geomorfologicky vrch náleží do celku Svitavská pahorkatina, podcelku Loučenská tabule, okrsku Poličská tabule a podokrsku Modřecká tabule.